# Chamedafne północna

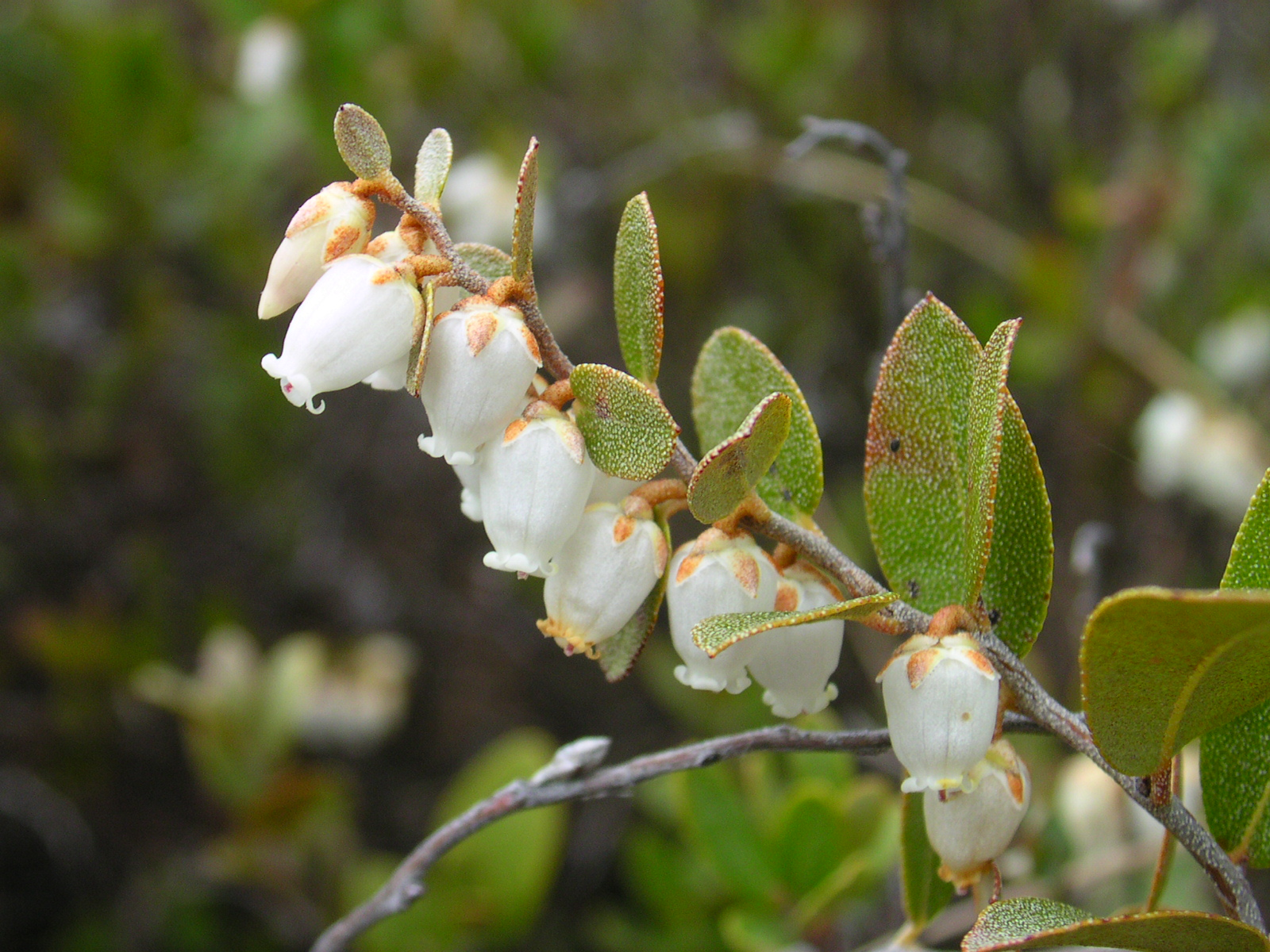
Kwiaty

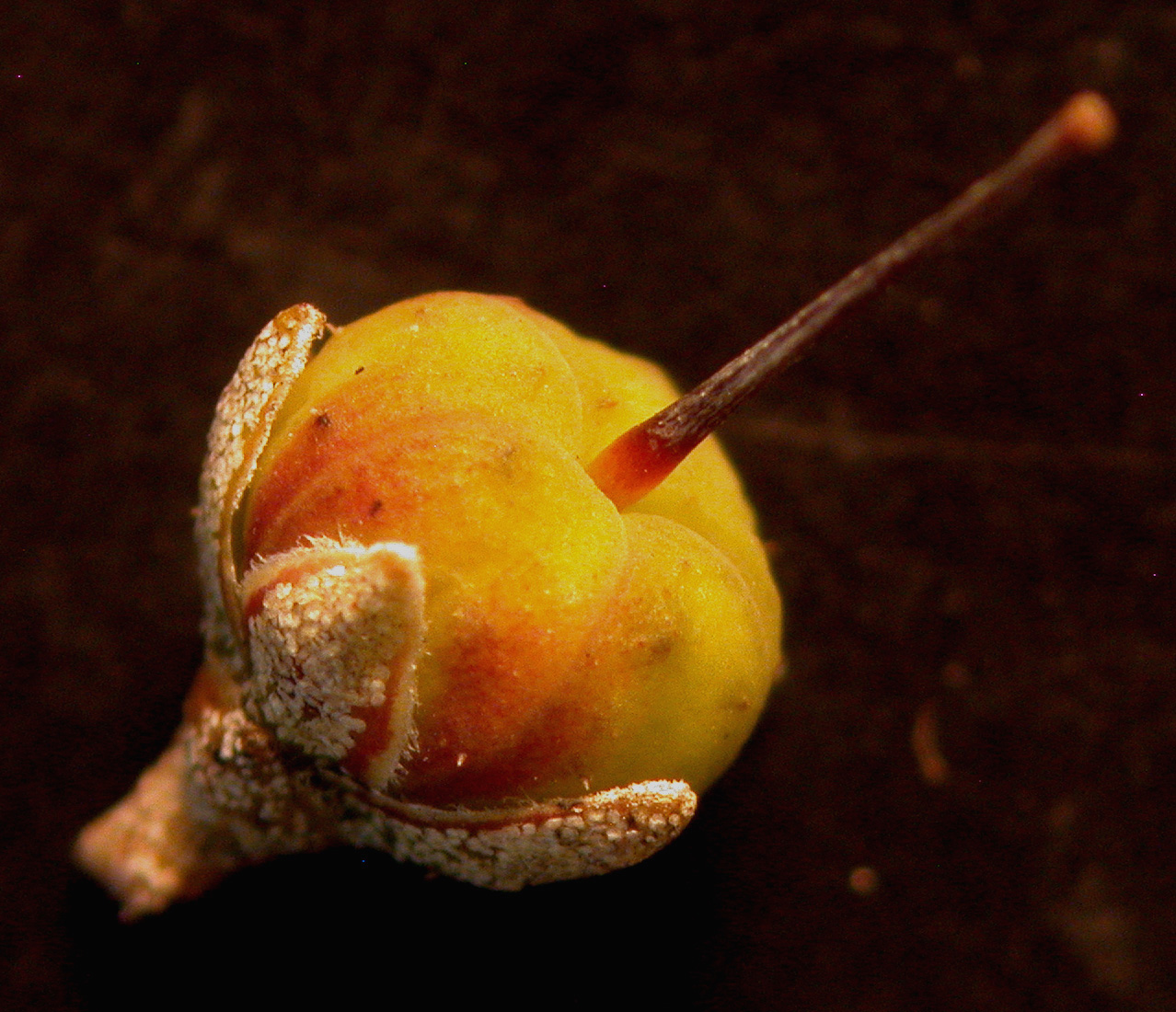
Owoc

Chamedafne północna (Chamaedaphne calyculata (L.) Moench) – gatunek rośliny należący do rodziny wrzosowatych. Jest jedynym przedstawicielem rodzaju chamedafne (Chamaedaphne Moench). Występuje w północnej części Eurazji i Ameryki Północnej.
Gatunek bywa uprawiany jako ozdobny, mimo że opisywany jest jako niezbyt okazały.

## Rozmieszczenie geograficzne
Chamedafne północna należy do gatunków mających zasięg cyrkumborealny. Występuje ona w subarktycznej i borealnej strefie Azji, Ameryki Północnej oraz Europy. Na obszarze Europy zasięg zwarty występuje na terenie Finlandii, krajów nadbałtyckich oraz północnej Rosji i Białorusi. Południowo-zachodni kraniec zasięgu europejskiego biegnie przez Litwę i Polskę. Stanowiska w tych krajach są nieliczne, a populacje często szczątkowe. Gatunek ten tworzy duże i zwarte populacje na obszarze tundry. Jest bardzo pospolita na dalekiej północy, np. na Syberii i w Skandynawii. W Polsce jest reliktem polodowcowym i jest bardzo rzadka, występuje jedynie w nielicznych miejscach w północno-wschodniej części kraju. Przez Polskę przebiega południowa granica jej zasięgu, najdalej na południe wysunięte są jej dwa stanowiska w Kampinoskim Parku Narodowym. Najdalej na zachód wysuniętym stanowiskiem chamedafne jest torfowisko Sicienko (dawniej zwane Sarnim Bagnem) w Drawieńskim Parku Narodowym, na którym rośnie ok. 3 tys. okazów tej rzadkiej rośliny. Krzewinkę odkryto na tym terenie w 1973 r. Początkowo objęto ją ochroną rezerwatową, a po utworzeniu Drawieńskiego Parku Narodowego rezerwat przekształcono w obszar ochrony ścisłej. Badania przekroju wykazały, że rośnie ona tutaj nie dawniej niż od 100–200 lat.

## Morfologia

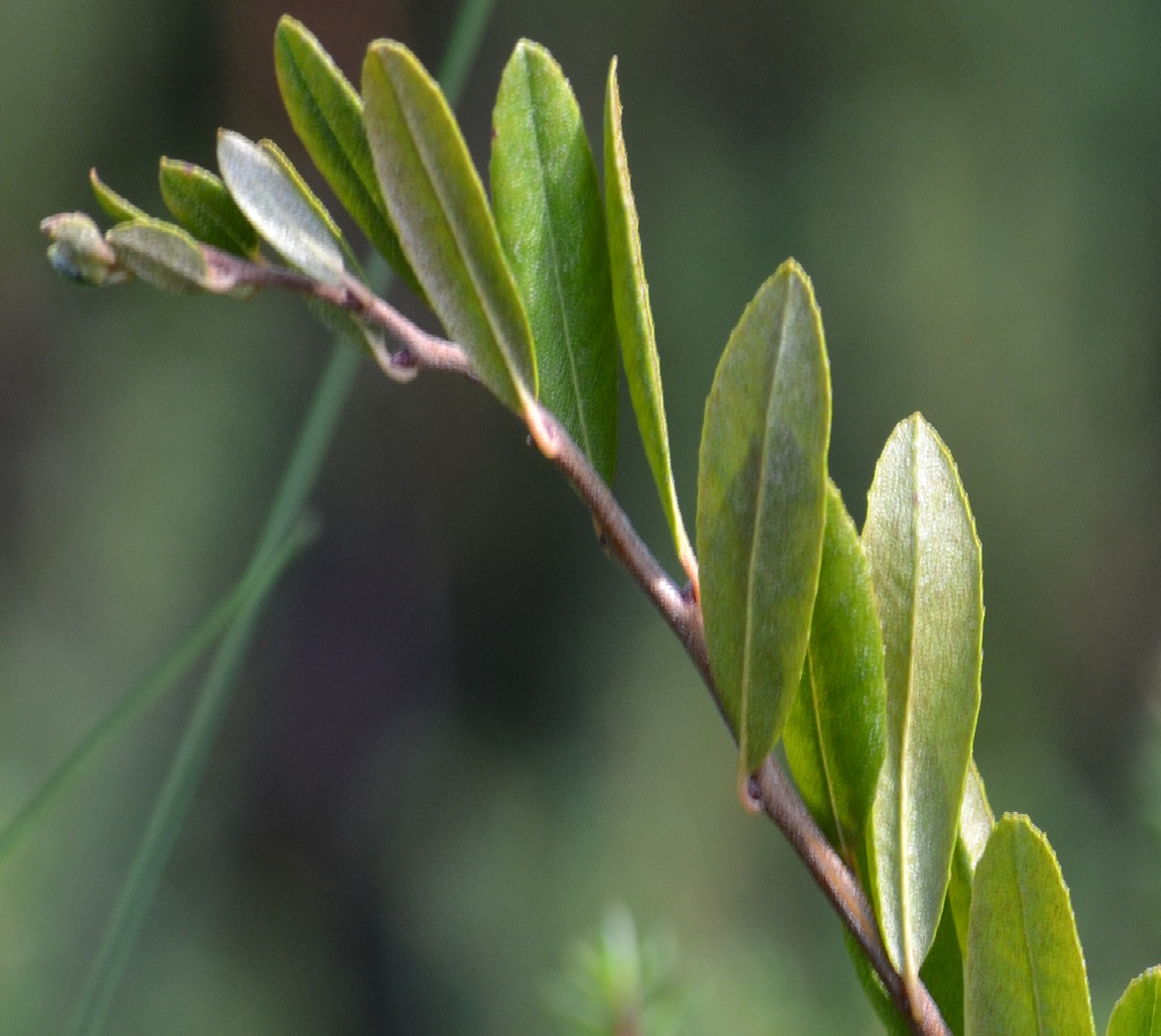
Liście

PokrójZimozielona krzewinka lub niewielki krzew dorastający do wysokości około 80 cm, wyjątkowo do 1,5 m. Roślina ta posiada dwa typy pędów. Pędy wzniesione, najczęściej łukowato wygięte osiągające przeważnie długość około 50 cm, rzadziej dochodzące do wysokości 80–90 cm. Pędy płożące się są dłuższe, osiągają często granicę 100 cm lub rzadziej ponad metr. Pędy chamedafne północnej są przeważnie słabo rozgałęzione.
LiścieUlistnienie skrętoległe, liście eliptyczne lub podługowate, ostro zakończone, drobno ząbkowane, podobne kształtem do liści wierzby kruchej. Mają szerokość 5–15 mm i na spodniej stronie pokryte są brązowymi łuskami. Są skórzaste i zimozielone.
KwiatyZebrane w jednostronne, zwieszające się z gałązek grona. Wyrastają pojedynczo na krótkich szypułkach w kątach liści. Kwiaty obupłciowe, 5-krotne, o niezrośniętych działkach kielicha. Korona zrosłopłatkowa, beczułkowatego kształtu, biała, o długości 4–7 mm. Pylniki 10 pręcików otwierają się szczeliną na dzióbku. Słupek pojedynczy, górny.
OwocSucha, kulistawa, pękająca 5 klapami torebka. Nasiona są małe, do około 1 mm długości, gładkie i jasnobrązowe. Ich kształt jest nieregularny, owalno-jajowaty, nie są oskrzydlone.

## Biologia i ekologia
Roślina wieloletnia – krzewinka, chamefit zdrewniały. Kwitnie od kwietnia do czerwca. W warunkach naturalnych generatywne rozmnażanie chamedafne północnej zachodzi rzadko, rozmnaża się głównie wegetatywnie. Kiełkowaniu sprzyja co prawda wysoka wilgotność torfowisk, ale uniemożliwia je ograniczony przez mchy dostęp światła będącego jednym z czynników przełamujących spoczynek. Liczba siewek jest też regulowana podczas zimy, gdyż są one wrażliwe na mróz. Roślina trująca.

### Siedliska i fitocenozy
Jako acidofil wymaga podłoża kwaśnego, stale wilgotnego, którego odczyn wynosi poniżej pH 5. Preferuje stanowiska odkryte, słoneczne, rzadziej występuje w zacienieniu. Stopień nasłonecznienia wywiera bezpośredni wpływ na typ formacji występującej na danym terenie. Na otwartych miejscach pędy tworzą gęste kępy, często o dość dużej powierzchni. W obrębie strefy ekotonu (pomiędzy lasem a torfowiskiem) zarośla przyjmują kształt smugi. Przy wysokim zacienieniu, głównie w borach bagiennych roślina występuje w postaci rzadko rosnących, pojedynczych pędów. 
Chamedafne północna jest w Europie Środkowej jedną z charakterystycznych roślin związku zbiorowisk Oxycocco–Empetrion hermaphroditi. Związek ten obejmuje mszary strefy subarktyczno–borealnej Europy. Rośliny należące do tego związku to gatunki północne o kontynentalnym występowaniu, w Polsce mające charakter reliktowy, glacjalny i postglacjalny – mające szczątkowe stanowiska na północy kraju i w Sudetach. W Polsce siedliska chamedafne występują głównie na obszarze torfowisk wysokich (zespół Sphangnetum magellanci) oraz rzadko na terenie sosnowych borów bagiennych (zespół Vaccinio uliginosi–Pinetum). Zróżnicowane warunki siedliskowe spowodowały, że populacje chamedafne na terenie Polski cechuje wyraźna zmienność lokalna. Jest ona najbardziej uwidoczniona w zróżnicowanym kształcie i wielkości liści. Osobniki rosnące na stanowiskach o dobrych warunkach rozwojowych (słonecznych oraz stale wilgotnych) mają duże eliptyczne blaszki liściowe. Podstawa blaszki jest szeroka, a wierzchołek zaokrąglony (stanowisko w Puszczy Kampinoskiej – rezerwat Sieraków). Na stanowiskach o niestabilnych warunkach wodnych liście są ostrowierzchołkowe, podłużne, lancetowate z klinowatą podstawą (stanowisko Lisie Jamy).

## Systematyka
Synonim taksonomiczny
Cassandra D. Don
Homonimy taksonomiczne
Chamaedaphne Catesby ex O. Kuntze = Kalmia L., Chamaedaphne J. Mitchell = Mitchella L.
Pozycja systematyczna
Gatunek z monotypowego rodzaju chamedafne Chamaedaphne Moench. Należy do plemienia Gaultherieae i podrodziny Vaccinioideae w obrębie rodziny  wrzosowatych Ericaceae.

## Zagrożenia i ochrona
Roślina objęta w Polsce ścisłą ochroną gatunkową. Jest bardzo rzadka, występuje tylko na nielicznych stanowiskach (w 2006 r. doliczono się ich 9), na których przeważnie utworzono rezerwaty przyrody. Jej populacje liczą od kilkudziesięciu do kilkuset osobników. Jest jedną z głównych osobliwości przyrodniczych Drawieńskiego Parku Narodowego.
Kategorie zagrożenia gatunku:
- Kategoria zagrożenia w Polsce według Czerwonej listy roślin i grzybów Polski (2006)[19]: V (narażony na wyginięcie); 2016: CR (krytycznie zagrożony)[20].
- Kategoria zagrożenia w Polsce według Polskiej Czerwonej Księgi Roślin[21]: EN (endangered, zagrożony wyginięciem).

Bezpośrednim i największym zagrożeniem dla opisywanego taksonu jest niszczenie jego naturalnego siedliska. Główną przyczyną jest osuszanie torfowisk wraz z ich otoczeniem, będącym najczęściej wynikiem zabiegów melioracyjnych oraz wydobywania torfu. Dotyczy to zwłaszcza stanowisk: w okolicy Tucholi, w rezerwacie Lisie Jamy i Sieraków.